# Ninja Burai Densetsu
Ninja Burai Densetsu (忍者武雷伝説) ou Buraiden est un jeu vidéo de rôle édité par Sega en 1991 sur Mega Drive.